# 米哈伊洛·科汉
米哈伊洛·塞爾希約维奇·科汉（羅馬化：Mykhailo Serhiiovych Kokhan；2001年1月22日—），乌克兰男子田径运动员，2023年欧洲运动会男子链球银牌得主、2024年欧洲田径锦标赛男子链球铜牌得主、2024年夏季奥林匹克运动会男子链球铜牌得主。